# طاقة وضع الجاذبية

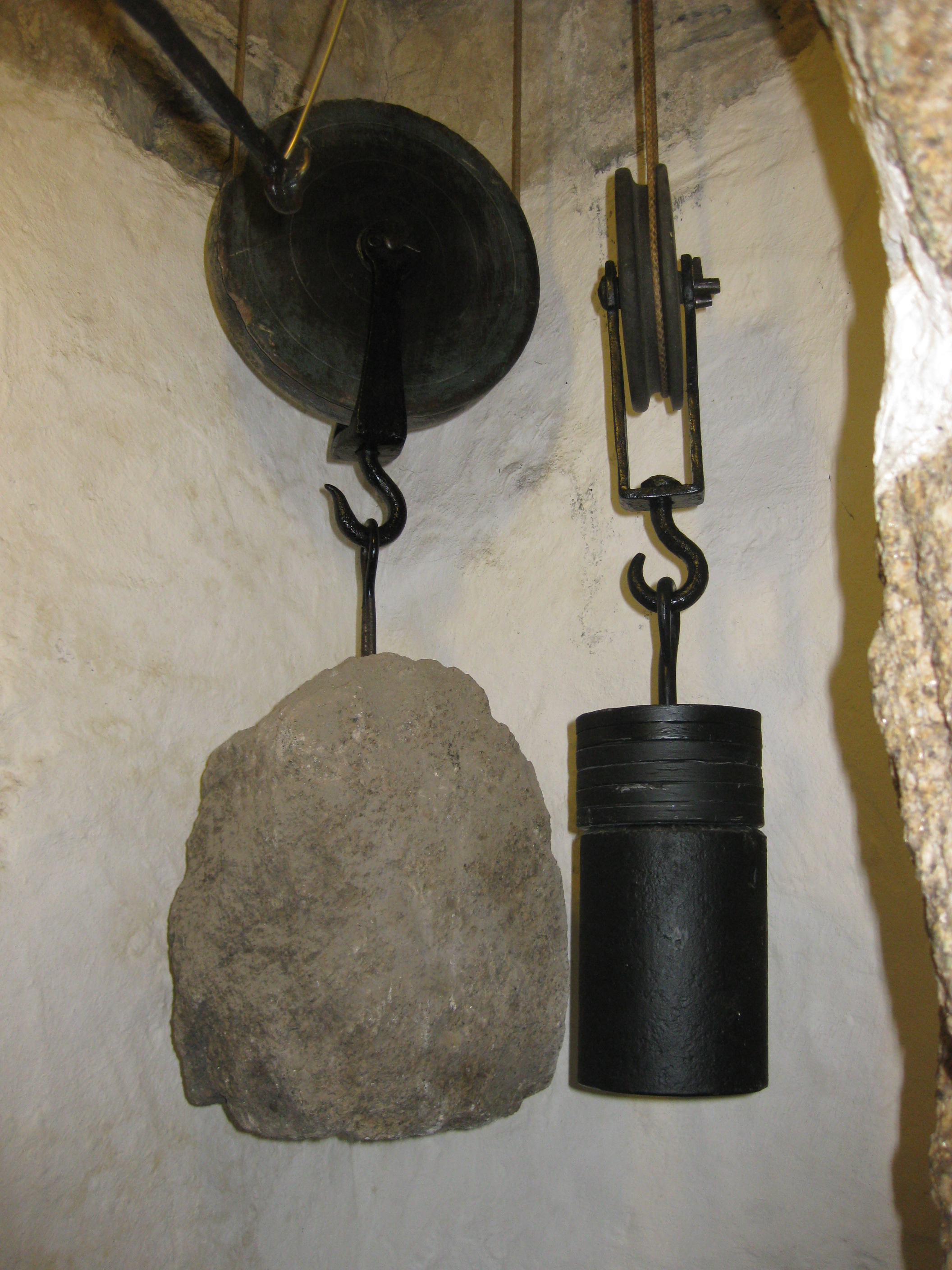
ساعة كوتيهيلي

طاقة وضع الجاذبية أو طاقة وضع الثقالية أو الطاقة الكامنة الثقالية أو الطاقة الكامنة التثاقلية أو الطاقة التثاقلية أو الطاقة الكامنة الجاذبية هي طاقة الجسم الفيزيائي المنسوبة إلى وضعه تحت تأثير قوة الثقالة. وحدتها بنظام الوحدات الدولي هي الجول كما هي لجميع أنواع الطاقة.
المعادلة التالية تعطي طاقة وضع جسم على ارتفاع h1 من سطح الأرض :
{\displaystyle E_{p}=mg(h_{1}-h_{0})}
حيث :
m كتلة الجسم بالكيلوجرام
g عجلة الجاذبية الأرضية : 9,81 متر/ثانية مربعة
h1 ارتفاع الجسم عن الأرض عند النقطة العلوية (بالمتر)
h0 ارتفاع الجسم عن الأرض عند النقطة السفلى (بالمتر).
ومنها نستطيع حساب طاقة وضع شخص كتلته 70 كيلوجرام صعد سلما ارتفاعه 100 متر .
بالتعويض في المعادلة نحصل على :
Ep = 70 . 9,81 . 100
طاقة الوضع = 68.600 جول
هذه طاقة وضعه على ارتفاع 100 متر .
ونريد الآن حساب ما استهلكه للوصول إلأى هذا الارتفاع حيث يعتبر أنه قد أدى شغلا :
نعرف أن 1 جرام من السكر يعادل 16 كيلوجول. بالتالي نستطيع حساب كمية السكر التي تحترق في عضلات الشخص أثناء الصعود إلى ارتفاع 100 متر :
كمية السكر = 68.6 كيلوجول ÷ 16 كيلوجول/جرام
كمية السكر = 4 جرام سكر
وهذا هو الشغل الذي أداه الرجل عندما صعد سلم ارتفاعه 100 متر.